# Kris Kocurek
Kris Kocurek (Deanville, 15 novembre 1978) è un ex giocatore di football americano e allenatore di football americano statunitense che ha militato nel ruolo di defensive tackle nella National Football League (NFL). Dal 2019 è l'allenatore della linea difensiva dei San Francisco 49ers

## Carriera da giocatore
Al college Kocurek giocò a football a Texas Tech. Fu scelto nel corso del settimo giro (237º assoluto) del Draft NFL 2001 dai Seattle Seahawks. Fu svincolato senza mai scendere in campo, dopo di che firmò con i Tennessee Titans con cui disputò una partita in due stagioni.